# Hug II de Ponthieu
Hug II de Ponthieu († 1052),, va ser comte de Ponthieu de 1045 a 1052 i senyor d'Aumale. Era el fill d'Enguerrand I, comte de Ponthieu.
Vers el 1030, el seu pare el va casar amb Berta d'Aumale, filla i hereva de Guerimfred Aimard senyor d'Aumale. D'aquest matrimoni naixeran:
- Enguerrand II († 1052), comte de Ponthieu i senyor d'Aumale.
- Guiu I († 1100), comte de Ponthieu.
- Hug,[1] que va participar en la batalla de Hastings.
- Un altre fill, citat per la Crònica de Saint-Riquier, que es podria dir Galerà[2] mort a la batalla de Mortemer el 1054.
- Una filla[3] casada amb Guillem d'Arques, comte d'Arques.

El 1035, apareix al costat del seu pare en un diploma del rei Enric I de França. Va succeir al seu pare cap a 1045 i va seguir la política d'aliança amb Normandia iniciada pel seu pare. Va casar a la seva filla amb Guillem d'Arques, fill del duc Ricard II de Normandia i al seu fill Enguerrand II amb una germana del duc Guillem I d'Anglaterra. Aquestes aliances es van reforçar amb aquelles decidides entre les cases de Normandia i de Flandes.
Però el comte no es va aprofitar gaire temps de la seva política, ja que fou mort alguns anys més tard, el 20 de novembre de 1052, sent inhumat a l'abadia de Saint-Riquier.